# Écretteville-sur-Mer
Écretteville-sur-Mer – miejscowość i gmina we Francji, w regionie Normandia, w departamencie Sekwana Nadmorska.
Według danych na rok 1990 gminę zamieszkiwało 85 osób, a gęstość zaludnienia wynosiła 45 osób/km² (wśród 1421 gmin Górnej Normandii Écretteville-sur-Mer plasuje się na 807. miejscu pod względem liczby ludności, natomiast pod względem powierzchni na miejscu 889.).